# Bảo tàng Đồng ở Legnica
Bảo tàng Đồng ở Legnica (tiếng Ba Lan: Muzeum Miedzi w Legnicy) là một bảo tàng tọa lạc tại số 3 Phố Partyzantów, Legnica, Ba Lan.

## Lược sử hình thành
Bảo tàng Đồng ở Legnica được Tadeusz Gumiński thành lập vào năm 1962. Trụ sở của Bảo tàng là một tòa nhà lịch sử mang phong cách kiến trúc baroque được xây dựng vào năm 1728, đây là một trong những di tích có giá trị nhất về kiến trúc baroque ở Dolnośląskie. Marcin Makuch làm giám đốc của Bảo tàng từ năm 2018.

## Triển lãm
Bảo tàng Đồng ở Legnica thu thập các bộ sưu tập liên quan đến các chuyên đề sau:
- khai thác, chế biến và sử dụng đồng (khoáng sản đồng từ khắp nơi trên thế giới, bản khắc trên đồng cổ đại và đương đại, di tích kỹ thuật trong lĩnh vực khai thác và luyện kim đồng, tác phẩm điêu khắc đồng cổ và đương đại, các tác phẩm nghệ thuật và tiện ích làm bằng đồng và hợp kim của đồng, trang trí nghệ thuật)
- thợ kim hoàn đương đại của Ba Lan
- lịch sử của Legnica và các vùng xung quanh

Tổng cộng trong hơn 50 năm hoạt động, Bảo tàng Đồng ở Legnica đã thu thập được hơn 30.000 hiện vật, và bộ sưu tập của Bảo tàng vẫn tiếp tục không ngừng mở rộng.